# Entraînement en hypoventilation
L'entraînement en hypoventilation est une méthode d'entraînement sportif dans laquelle des périodes d'effort avec une fréquence respiratoire réduite sont alternées avec des périodes en respiration normale. La technique d'hypoventilation consiste à effectuer des blocages respiratoires de quelques secondes et peut être réalisée dans différents modes de déplacement : course à pied, vélo, natation, aviron, patinage…
De manière générale, il existe deux façons de réaliser une hypoventilation : à haut volume pulmonaire ou à bas volume pulmonaire. À haut volume pulmonaire, les blocages respiratoires se font avec les poumons remplis d'air (inspiration puis blocage). Au contraire, lors de l'hypoventilation à bas volume pulmonaire, les blocages respiratoires sont effectués avec des poumons partiellement vidés de leur air. Pour ce faire, il faut d'abord effectuer une expiration normale, non forcée, puis bloquer sa respiration (technique du expirer-bloquer).
Les études scientifiques ont montré que seule l'hypoventilation à bas volume pulmonaire permettait d'obtenir à la fois une baisse significative des concentrations en oxygène (O2) dans l'organisme et une augmentation des concentrations en dioxyde de carbone (CO2), indispensables pour que la méthode d'entraînement soit efficace,.

## Historique
Il faut remonter aux années 1950 pour trouver les premières formes d'entraînement en hypoventilation chez les coureurs à pied des pays de l'Europe de l'Est et de l'ancienne URSS. Un des athlètes les plus connus à avoir utilisé cette méthode est Emil Zátopek, le coureur de fond tchécoslovaque quadruple médaillé d'or olympique et détenteur de 18 records du monde. Zátopek, qui était un précurseur en matière d'entraînement, effectuait régulièrement des distances en bloquant sa respiration afin de durcir ses conditions d'entraînement et simuler les conditions de compétition. Néanmoins à cette époque, les effets de l'entraînement en hypoventilation étaient totalement ignorés et la méthode était appliquée de manière très empirique.
Au début des années 1970, l'américain James Counsilman, un des plus grands entraîneurs de natation, utilisa avec ses nageurs une nouvelle méthode consistant à réaliser des longueurs de bassin avec un nombre d'inspirations limité. Selon lui, grâce à ce type de pratique il était possible de diminuer le contenu en O2 dans l'organisme et de simuler un entraînement en altitude. La méthode connut un vif succès et s'étendit progressivement à l'ensemble du monde de la natation, devenant dans les décennies suivantes une méthode d'entraînement classique chez les nageurs.
C'est essentiellement à partir des années 1980 que les recherches scientifiques sur l'entraînement en hypoventilation commencèrent à être publiées. Alors que la méthode préconisée par Counsilman faisait des adeptes chez certains coureurs et entraîneurs d'athlétisme, les résultats des études allèrent à l'encontre des hypothèses formulées par le monde sportif. Ils montrèrent en effet que cette méthode d'entraînement ne diminuait pas les concentrations en O2 dans l'organisme et n'avait en fait qu'un effet hypercapnique, c'est-à-dire une augmentation des concentrations en CO2,. L'efficacité et la légitimité de l’entraînement en hypoventilation étaient donc fortement remises en question.
À partir du milieu des années 2000, une série d'études fut effectuée par des chercheurs français de l'Université Paris 13 pour proposer une nouvelle approche de l'entraînement en hypoventilation. Le Dr Xavier Woorons et son équipe émirent l'hypothèse que si les blocages respiratoires étaient effectués avec des poumons partiellement vides plutôt que remplis d'air, comme cela se faisait jusqu'alors, il serait possible de réduire significativement l'oxygénation dans le corps. Les résultats publiés confirmèrent l'hypothèse et démontrèrent qu'avec une hypoventilation à bas volume pulmonaire, c'est-à-dire la technique du expirer-bloquer, il était possible, sans quitter le niveau de la mer, de réduire les concentrations en O2 dans le sang et dans les muscles à des niveaux comparables à ce qui serait obtenu à des altitudes supérieures à 2 000 m.

## Effets physiologiques
Au moment où l'exercice en hypoventilation est réalisé, lorsque la technique du expirer-bloquer est bien appliquée, une baisse des concentrations en O2 et une augmentation des concentrations en CO2 se produit dans les poumons, dans le sang et dans le tissu musculaire. Cet effet combiné de l’hypoxie et de l’hypercapnie représente un puissant stimulus qui a pour principale conséquence d'augmenter la production d'acide lactique et d'ions hydrogène et de créer ainsi une acidose importante dans l'organisme. Au cours de l'exercice en hypoventilation, l'équilibre acido-basique du sang et du tissu musculaire est donc fortement perturbé. Les études ont également rapporté une augmentation de l'ensemble de l'activité cardiaque lorsque l'hypoventilation est réalisée dans des activités sportives terrestres. Le débit cardiaque, la fréquence cardiaque, le volume d'éjection systolique et l'activité sympathique du cœur sont plus élevés lorsque l'exercice en hypoventilation est réalisé en courant ou en pédalant. Une légère augmentation de la pression artérielle est également relevée. En natation en revanche, aucun changement significatif de l'activité cardiaque n'a été constaté.
Après plusieurs semaines d'entraînement en hypoventilation, on obtient des adaptations physiologiques qui permettent de retarder l'apparition de l'acidose au cours d'un effort d'intensité maximale. Les études ont montré qu'à une intensité donnée, le potentiel hydrogène (pH) et la concentration en bicarbonates du sang étaient plus élevés, alors que la concentration en lactate avait tendance à diminuer. La réduction du niveau d'acidose serait due à une amélioration de la capacité tampon au niveau du muscle. En revanche, aucun changement favorable concernant le métabolisme aérobie n'a été trouvé. La consommation maximale d'oxygène (VO2max), le nombre de globules rouges et le seuil anaérobie ne sont pas modifiés après un entraînement en hypoventilation.

## Avantages
En retardant l'acidose, l'entraînement en hypoventilation permettrait de retarder l'apparition de la fatigue et ainsi d'améliorer la performance lors d'efforts de courte ou moyenne durée. Après plusieurs semaines d'entraînement en hypoventilation, des gains de performance de 1 à 4 % ont été enregistrés en course à pied, ou en natation,. La méthode peut être intéressante à appliquer dans tous les sports exigeant des efforts intenses, continus ou répétés, qui n'excèdent pas une dizaine de minutes : natation, athlétisme, cyclisme, sports de combats, sports collectifs, sports de raquette...
Un autre avantage de l'entraînement en hypoventilation est de solliciter le métabolisme anaérobie lactique sans avoir recours à des hautes intensités d'exercice, plus traumatisantes pour le système locomoteur et qui augmentent donc le risque de blessure. Les athlètes qui reprennent leur activité sportive après une blessure, et qui doivent donc ménager leurs muscles, tendons ou articulations, peuvent s'entraîner à faible ou moyenne intensité en utilisant l'hypoventilation.

## Inconvénients
L'entraînement en hypoventilation est une méthode exigeante physiquement. Elle s'adresse à des sportifs très motivés, qui ne souffrent pas de problème pulmonaires ou cardiovasculaires et dont l'objectif prioritaire est la recherche de performance. De plus, lors de son application, l'entraînement en hypoventilation peut provoquer des céphalées si les blocages respiratoires sont maintenus trop longtemps ou s'ils sont répétés sur une période trop longue. Finalement, cette méthode d’entraînement ne semble pas bénéfique pour les sports d'endurance.